# 利波武鄉
44°06′N 23°38′E / 44.100°N 23.633°E
利波武鄉（羅馬尼亞語：Comuna Lipovu, Dolj），是羅馬尼亞的鄉份，位於該國西南部，由多爾日縣負責管轄，面積41平方公里，海拔高度69米，2007年人口3,276，人口密度每平方公里80人。